# Philodromus longipalpis
Philodromus longipalpis es una especie de araña cangrejo del género Philodromus, familia Philodromidae. Fue descrita científicamente por Simon en 1870.

## Distribución
Esta especie se encuentra en Europa, Irán y Azerbaiyán.